# Gora Gopal
Gora Gopal es una serie de historietas de aventuras desarrollada por Carrillo (seudónimo de Antonio Pérez García) desde 1972.

## Argumento y personajes
Como reconoció su propio autor en 1974, Gora Gopal tiene fuertes reminiscencias del Tarzán de Harold Foster, sin dejar por ello de mostrar significativas diferencias:
- Vive en la India en lugar de África
- Muestra un carácter más reflexivo.[1]

Se hace acompañar, además, por el anciano Chandenagor y su amada Carolina.

## Trayectoria editorial
La primera historieta de Gora Gopal, titulada simplemente Gopal y de 8 páginas, se publicó en el número 12 de revista "Super Pulgarcito" N°12 (1972), siendo reeditada en 1979 en "Mortadelo Especial" N° 61.
Mientras tanto, la serie había visto la luz también en Francia:
- Buffalo Bill N° 1 à 18 (diciembre de 1973 a enero de 1978)
  - N°1 : Le gourou Shandernagor 25 pp.
  - N°2 : Les Thugs 26 pp.
  - N°3 : Le temple des 7 portes 26 pp.
  - N°4 : Le tigre de Bangalore 24 pp.
  - N°5 : Le tigre de Sangam-Thal 23 pp.
  - N°6 : La reine magicienne 22 pp.
  - N.º 7 : Les Amazones 25 pp.
  - N.º 8 : L'épée de feu 21 pp.
  - N°9 : Le cimetière des éléphants 20 pp.
  - N°10 : Les joyaux de Jamalpur 24 pp.
  - N°11 : La secte du léopard 24 pp.
  - N°12 : Le secret de Damar Kaï 24 pp.
  - N°13 : Les titans de la jungle 24 pp.
  - N°14 : La cité perdue 24 pp.
  - N°15 : Sous la garde des cobras 24 pp.
  - N°16 : Zetra, la reine sorcière 24 pp.
  - N°17 : L'imposteur 24 pp.
  - N°18 : La fille du géant 24 pp.

No fue hasta 1974 que apareció otra historieta en España, concretamente en el número 6 de la "Zeppelin", acompañando a un dossier sobre su autor. Continuó en otras publicaciones españolas:
- "Chito " N.º 8 a 13 (1974)
  - N° 8 : Nace un héroe 12 pág. reeditadas "Mortadelo Extra Primavera" (1980)
  - N° 9 : Atacan los Thug's 12 pág. reeditadas "Super Mortadelo" N° 99 (1980)
  - N° 10 : El fin de los Thug's 12 pág. reeditadas "Super Mortadelo" N° 100 (1980)
  - N° 11 : Carolina Simpson el tigre de Bangalore 12 pág. reeditadas "Super Mortadelo" N° 102 (1980)
  - N° 12 : El sabio Chandenagor 12 pág. reeditadas "Mortadelo Extra Verano" (1980)
  - N° 13 : Las Amazonas 12 pág. reeditadas "Super Mortadelo" N°101 (1980)
- "Chito Extraordinario"
  - El tigre de sangam Thal 12 pág. reeditadas "Mortadelo Extra Verano" (1980). Este episodio se intercala entre Chito N°12 y 13.
- "Super Mortadelo" N°103, 105, 106 (1980)
  - N°103 : La espada de fuego
  - N°105 : La tumba de los elefantes
  - N°106 : Las joyas de Jamalpur
- "Super Tío Vivo" N°98 (1981)
  - N°98 : La secta del leopardo reeditado en "Mortadelo especial" N°205 (1986)

Se publicó también en un periódico de Bombay.
En 2012, Editores de Tebeos lanzará un recopilatorio integral de la obra.